# Campionat del Món de Trial 2013
|  | Per al campionat del món en pista coberta d'aquell any, vegeu Campionat del Món de X-Trial 2013 |

La temporada de 2013 del Campionat del Món de trial fou la 39a edició d'aquest campionat, organitzat per la FIM. El calendari oficial constava de 13 proves puntuables, celebrades entre el 27 d'abril i l'1 de setembre.
El campió vigent, Toni Bou, guanyà el seu setè títol mundial consecutiu en aquesta modalitat, igualant el rècord de set mundials outdoor en possessió de Jordi Tarrés i Dougie Lampkin. Atès que Bou guanyà també el seu setè Campionat del Món de trial indoor consecutiu aquell mateix any, sumà un total de catorze campionats mundials que el situaven com el pilot amb més títols mundials de la història del trial.
Aquella temporada es va repetir el mateix resultat que el 2012 pel que fa als sis primers classificats: Toni Bou, campió, Adam Raga, subcampió i Jeroni Fajardo, Albert Cabestany, Takahisa Fujinami i James Dabill situats del tercer al sisè lloc per aquest ordre. Fajardo va acabar amb només un punt d'avantatge sobre Cabestany, i aquest amb només un sobre Fujinami. A més, totes les proves puntuables menys una les van guanyar catalans: Toni Bou, set, Adam Raga cinc i Takahisa Fujinami l'altra.

## Calendari
El calendari de la temporada 2013 constava de 13 curses (8 Grans Premis, cinc dels quals de 2 dies).
| Ronda | Data          | Gran Premi    | Lloc                | Guanyador         |
| ----- | ------------- | ------------- | ------------------- | ----------------- |
| 1     | 27 d'abril    | Japó          | Circuit de Motegi   | Toni Bou          |
| 2     | 28 d'abril    | Japó          | Circuit de Motegi   | Takahisa Fujinami |
| 3     | 25 de maig    | Estats Units  | Sequatchie          | Adam Raga         |
| 4     | 26 de maig    | Estats Units  | Sequatchie          | Adam Raga         |
| 5     | 15 de juny    | Andorra       | Sant Julià de Lòria | Adam Raga         |
| 6     | 16 de juny    | Andorra       | Sant Julià de Lòria | Toni Bou          |
| 7     | 23 de juny    | Espanya       | P. de las Regueras  | Toni Bou          |
| 8     | 7 de juliol   | Itàlia        | Barzio              | Toni Bou          |
| 9     | 14 de juliol  | Txèquia       | Kramolín            | Adam Raga         |
| 10    | 27 de juliol  | Gran Bretanya | Penrith             | Toni Bou          |
| 11    | 28 de juliol  | Gran Bretanya | Penrith             | Toni Bou          |
| 12    | 31 d'agost    | França        | Isola 2000          | Adam Raga         |
| 13    | 1 de setembre | França        | Isola 2000          | Toni Bou          |

Notes
1. ↑  A Igüeña, província de Lleó
2. ↑  A la província de Lecco
3. ↑  A la regió de Vysočina

## Classificació

### Sistema de puntuació
Els punts s'atorguen als 15 primers classificats.
Barem de puntuació a partir de 1984:
| Posició | 1  | 2  | 3  | 4  | 5  | 6  | 7 | 8 | 9 | 10 | 11 | 12 | 13 | 14 | 15 |
| Punts   | 20 | 17 | 15 | 13 | 11 | 10 | 9 | 8 | 7 | 6  | 5  | 4  | 3  | 2  | 1  |

### Classificació dels pilots
(Llegenda). Els pilots amb fons blau debutaven al Campionat del Món aquesta temporada.
| Pos | Pilot             | Moto          | JAP 1 · | JAP 2 · | EUA 1 · | EUA 2 · | AND 1 · | AND 2 · | ESP 1 · | ITA · | CZE · | UK 1 · | UK 2 · | FRA 1 · | FRA 2 · | Pts |
| --- | ----------------- | ------------- | ------- | ------- | ------- | ------- | ------- | ------- | ------- | ----- | ----- | ------ | ------ | ------- | ------- | --- |
| 1   | Toni Bou          | Montesa Honda | 1       | 3       | 2       | 2       | 2       | 1       | 1       | 1     | 2     | 1      | 1      | 3       | 1       | 238 |
| 2   | Adam Raga         | Gas Gas       | 2       | 4       | 1       | 1       | 1       | 2       | 2       | 2     | 1     | 3      | 2      | 1       | 3       | 228 |
| 3   | Jeroni Fajardo    | Beta          | 5       | 2       | 3       | 4       | 4       | 6       | 6       | 4     | 5     | 4      | 3      | 2       | 4       | 171 |
| 4   | Albert Cabestany  | Sherco        | 3       | 6       | 4       | 5       | 3       | 3       | 3       | 5     | 3     | 5      | 5      | 5       | 2       | 170 |
| 5   | Takahisa Fujinami | Montesa Honda | 4       | 1       | 5       | 3       | 5       | 5       | 4       | 3     | 6     | 2      | 4      | 6       | 6       | 169 |
| 6   | James Dabill      | Beta          | 6       | 5       | 6       | 6       | 7       | 4       | 10      | 6     | 4     | 6      | 7      | 4       | 5       | 135 |
| 7   | Matteo Grattarola | Gas Gas       | 13      | 13      | 8       | 9       | 8       | 8       | 5       | 7     | 9     | 9      | 12     | 9       | 10      | 88  |
| 8   | Loris Gubian      | Gas Gas       |         |         | 7       | 8       | 9       | 9       | 7       | 10    | 11    | 8      | 6      | 8       | 8       | 85  |
| 9   | Alexandre Ferrer  | Sherco        | 12      | 12      | 9       | 7       | 10      | 13      | 12      | 14    | 7     | 7      | 10     | 7       | 9       | 79  |
| 10  | Jack Challoner    | Beta          | 10      | 10      | 11      | 10      | 12      | 10      | 9       | 13    | 12    | 11     | 8      | 10      | 12      | 70  |
| 11  | Michael Brown     | Gas Gas       | 8       | 7       |         |         | 14      | 11      |         | 8     | 10    | 12     | 9      | 11      | 7       | 63  |
| 12  | Dani Oliveras     | Ossa          | 15      | 15      |         |         | 6       | 7       | 8       | 11    | 8     | 10     | 11     |         |         | 53  |
| 13  | Pere Borrellas    | Gas Gas       |         |         | 13      | 13      | 11      | 14      | 14      | 15    | 13    | 14     | 14     | 13      | 13      | 29  |
| 14  | Eddie Karlsson    | JTG           |         |         |         |         |         | 12      | 11      | 9     | 14    |        |        | 12      | 11      | 27  |
| 15  | Benoit Dagnicourt | Beta          |         |         | 10      | 12      | 13      | 15      | 13      | 12    |       | 13     | 13     |         |         | 27  |
| 16  | Tomoyuki Ogawa    | Honda         | 7       | 11      |         |         |         |         |         |       |       |        |        |         |         | 14  |
| 17  | Kenichi Kuroyama  | Yamaha        | 9       | 9       |         |         |         |         |         |       |       |        |        |         |         | 14  |
| 18  | Fumitaka Nozaki   | Yamaha        | 11      | 8       |         |         |         |         |         |       |       |        |        |         |         | 13  |
| 19  | Patrick Smage     | Sherco        |         |         | 12      | 11      |         |         |         |       |       |        |        |         |         | 9   |
| 20  | Tsuyoshi Ogawa    | Honda         |         | 14      |         |         |         |         |         |       |       |        |        |         |         | 2   |
| 21  | Yoshiaki Nomoto   | Beta          | 14      |         |         |         |         |         |         |       |       |        |        |         |         | 2   |
| 22  | Martin Kroustek   | Beta          |         |         |         |         |         |         |         |       | 15    |        |        |         |         | 1   |
| Pos | Pilot             | Moto          | JAP 1 · | JAP 2 · | EUA 1 · | EUA 2 · | AND 1 · | AND 2 · | ESP 1 · | ITA · | CZE · | UK 1 · | UK 2 · | FRA 1 · | FRA 2 · | Pts |

### Classificació de marques
- Les quantitats indiquen els punts computables per al títol de constructors aconseguits pels pilots de la marca.

| Pos | Marca         | JAP 1 · | JAP 2 · | EUA 1 · | EUA 2 · | AND 1 · | AND 2 · | ESP 1 · | ITA · | CZE · | UK 1 · | UK 2 · | FRA 1 · | FRA 2 · | Pts |
| --- | ------------- | ------- | ------- | ------- | ------- | ------- | ------- | ------- | ----- | ----- | ------ | ------ | ------- | ------- | --- |
| 1   | Montesa Honda | 33      | 35      | 28      | 32      | 28      | 33      | 33      | 35    | 27    | 37     | 33     | 25      | 30      | 409 |
| 2   | Gas Gas       | 25      | 22      | 29      | 29      | 28      | 25      | 28      | 26    | 27    | 23     | 27     | 28      | 24      | 341 |
| 3   | Beta          | 21      | 28      | 25      | 23      | 22      | 23      | 17      | 23    | 24    | 23     | 24     | 30      | 24      | 307 |
| 4   | Sherco        | 19      | 14      | 20      | 20      | 21      | 18      | 19      | 13    | 24    | 20     | 17     | 20      | 24      | 249 |
| 5   | Yamaha        | 12      | 15      | -       | -       | -       | -       | -       | -     | -     | -      | -      | -       | -       | 27  |
| 6   | Honda         | 9       | 5       | -       | -       | -       | -       | -       | -     | -     | -      | -      | -       | -       | 14  |
| Pos | Marca         | JAP 1 · | JAP 2 · | EUA 1 · | EUA 2 · | AND 1 · | AND 2 · | ESP 1 · | ITA · | CZE · | UK 1 · | UK 2 · | FRA 1 · | FRA 2 · | Pts |